# Delonix boiviniana
Delonix boiviniana is een boomsoort uit de vlinderbloemenfamilie. Het is een bladverliezende boom die tot 30 meter hoog kan worden. De soort komt voor in het noorden, westen en zuiden van Madagaskar. Hij groeit in droge sub-aride bossen en struikgewas, vooral op kalksteenlagen, maar ook op zand. De boom groeit op hoogtes tot op 600 meter, maar soms ook tot 1000 meter. De boom levert een hars, die gebruikt wordt als lijm. De stammen van de boom worden uitgehold om kano's en doodskisten van te maken.
De soort staat op de Rode Lijst van de IUCN geklasseerd als 'niet bedreigd'.